# بوغروم إسطنبول

أتراك يهاجمون مجمعات يونانية.

بوغروم إسطنبول أو أعمال شغب إسطنبول (بالتركية 6-7 Eylül Olayları - «حوادث 6-7 سبتمبر»; باليونانية Σεπτεμβριανά - «أحداث سبتمبر») ويشار إليه أيضًا بليلة البلور التركية، سلسلة من الهجمات التي استهدفت بشكل رئيسي الأقلية اليونانية في إسطنبول في 6 و7 من شهر سبتمبر من عام 1955. نُظم البوغروم من قبل الحزب الديمقراطي الحاكم في تركيا بالتعاون مع تنظيمات أمنية مختلفة (مجموعة التعبئة التكتيكية والفدائيين المقاومين وشعبة الأمن القومي). انطلقت شرارة الأحداث إثر خبر كاذب في اليوم السابق عن تفجير اليونانيين للقنصلية التركية في مدينة تسالونيكي في مقدونيا، وهو المنزل الذي وُلد فيه مصطفى كمال أتاتورك في عام 1881. تفجرت الأحداث بسبب قنبلة زرعها بواب تركي، اعتقل في وقت لاحق واعترف بفعلته، في القنصلية. تكتمت الصحافة التركية حول الاعتقال، وعوضًا عن ذلك ألمحت إلى أن اليونانيين هم من زرعوا القنبلة.
هاجمت عصابة تركية، كان معظم أعضائها قد نُقلوا بشكل مسبق إلى المدينة في حافلات، الجالية اليونانية في إسطنبول لتسع ساعات. وعلى الرغم من أن العصابة لم تدعُ صراحة إلى قتل اليونانيين، قُتل اثنا عشر شخصًا خلال الهجمات أو بعدها نتيجة التعرض للضرب وإحراق الممتلكات. وتعرض أرمن ويهود أيضًا للأذى. كانت جهود الشرطة غير فعالة إجمالًا، وتواصل العنف إلى أن أعلنت الحكومة الأحكام العرفية في إسطنبول واستدعت الجيش وأمرته بإيقاف أعمال الشغب. قُدرت قيمة الأضرار المادية بنحو 500 مليون دولار أمريكي، بما في ذلك إحراق الكنائس وتدمير المتاجر والمنازل الخاصة.
سرّع البوغروم إلى حد كبير من وتيرة هجرة أصحاب الإثنية اليونانية من تركيا، وعلى وجه التحديد من إقليم إسطنبول. انخفض تعداد اليونانيين في تركيا من 119,822 شخصًا إلى نحو 7000 في عام 1978. وفي إسطنبول وحدها، انخفض تعداد الناطقين باليونانية من 65,108 إلى 49,081 بين عامي 1955 و1960. حددت الأرقام التي أعلنت عنها وزارة الخارجية التركية في عام 2008 عدد المواطنين الأتراك من أصل يوناني بين 3000 و4000 مواطن، في حين قدرت منظمة هيومان رايتس ووتش عددهم (في عام 2006) ب 2500 مواطن.
كانت الهجمات استمرارًا لعملية التتريك التي بدأت مع أفول الإمبراطورية العثمانية، إذ إن 40٪ تقريبًا من الملكيات التي هوجمت كانت تعود لأقليات أخرى. قورن البوغروم في بعض وسائل الإعلام بليلة البلور، وهو البوغروم الذي ارتكب ضد اليهود في عام 1938 في ألمانيا النازية. كتب المؤرخ ألفريد ماوريس دي زاياس أنه من وجهة نظره فإن أعمال الشغب، بالرغم من العدد القليل للوفيات في البوغروم، كانت تتطابق مع معيار «النية بالتدمير الكلي أو الجزئي» الذي تنص عليه اتفاقية الإبادة الجماعية، وبالتالي يمثل شكلًا من أشكال الإبادة الجماعية ضد اليونانيين.
في عام 2009، تحدث رئيس الوزراء التركي رجب طيب أردوغان عن أن تركيا ارتكبت أخطاءً، قائلًا: «طُردت الأقليات من بلادنا في الماضي. وقد كان ذلك نتيجة سياسة فاشية».

## الخلفية

### يونانيو إسطنبول
كانت القسطنطينية (إسطنبول حديثًا) عاصمة الإمبراطورية البيزنطية حتى عام 1453، حين استولت القوات العثمانية على المدينة. بقيت تعيش في العاصمة العثمانية متعددة الإثنيات جالية يونانية أصلية ضخمة. لعب سكان المدينة اليونانيين، ولا سيما يونان الفنار، دورًا بارزًا في الحياة الاقتصادية والاجتماعية للمدينة وفي الحياة السياسية والدبلوماسية في الإمبراطورية العثمانية الإسلامية، والمتعددة الإثنيات والأديان في الوقت نفسه. وقد استمر ذلك حتى بعد الثورات التي اندلعت ضد الحكم العثماني وإقامة دولية يونانية مستقلة في عام 1829، على الرغم من وقوع مجازر ضد الجاليات المحلية اليونانية خلال حرب الاستقلال اليونانية. واستُهدف عدد من يونانيي وأرمن الإثنية، الذين شغلوا مناصب في الخدمة الدبلوماسية في الإمبراطورية العثمانية، بل حتى كانوا سياسيين بارزين في القرن التاسع عشر وأوائل القرن العشرين.
في مطلع القرن التاسع عشر، كان مسيحيو إسطنبول إما رومًا أرثوذكس، أعضاءً في الكنيسة الرسولية الأرمنية، أو كاثوليك شرقيين. ويشكل اليونانيون والأرمن أكبر تجمع مسيحي في المدينة. وفي أعقاب انهيار الإمبراطورية العثمانية والحرب اليونانية التركية (1919-1922) وقيام الجمهورية التركية، أسفرت اتفاقية التبادل السكاني بين تركيا واليونان الموقعة من قبل كلا البلدين عن اقتلاع جميع اليونانيين في تركيا الحديثة (والأتراك في اليونان) من الأماكن التي عاشوا فيها لقرون. ولكن نظرًا إلى ارتباط اليونانيين العاطفي القوي بعاصمتهم الأولى وأيضًا إلى أهمية بطريركية القسطنطينية المسكونية بالنسبة إلى اليونانيين والعالم الأرثوذكسي، استثني سكان إسطنبول اليونانيون بشكل خاص من ذلك وسُمح لهم بالبقاء في أماكنهم. وعلى الرغم من ذلك، بدأ تعداد هؤلاء السكان يشهد انخفاضًا حسب ما أظهرت الإحصاءات الديموغرافية.
استبعدت إجراءات عقابية قومية تركية، كقانون البرلمان لعام 1932، المواطنين اليونانيين الذين يعيشون في تركيا من مجموعة من 30 عملًا ومهنة، كالخياطة والنجارة والطب والقانون والعقارات. وساهمت أيضًا ضريبة الثروة التركية التي فُرضت في عام 1942 في تقليل الإمكانيات الاقتصادية لرجال الأعمال اليونانيين في تركيا.

### السياق
امتلكت تركيا علاقات وثيقة باليونان في مطلع الخمسينيات من القرن العشرين. وفي عام 1952، أصبح بول ملك اليونان أول ملك يوناني يزور الرئيس التركي، الأمر الذي تبعه بوقت قصير زيارة للرئيس التركي جلال بايار لليونان. إلا أن العلاقات تعكرت ابتداءً من العام 1953 مع بداية الكفاح المسلح للقبارصة اليونانيين، الذين يشكلون غالبية سكان الجزيرة، الذي كان يهدف للوحدة السياسية لقبرص مع اليونان. وبعد فترة قصيرة شكل غريغوريوس غريفاس المنظمة القومية للمقاتلين القبارصة. استُغل انقلاب الأحداث هذا سياسيًا في تركيا من قبل القوميين الأتراك لمنظمة كيبريس توركتور سيمييتي (قبرص تركية)، على الرغم من أن المنظمة القومية للمقاتلين القبارصة لم تستهدف مطلقًا جالية القبارصة الأتراك قبل أحداث البوغروم ضد اليونانيين في شهر سبتمبر من عام 1955.
تقدمت الحكومة اليونانية في عام 1954 باستئناف إلى الأمم المتحدة يطالب بحق قبرص في تقرير المصير. كانت بريطانيا تسيطر على معظم الجزيرة يونانية الإثنية، وكانت تسعى إلى حل النزاع القبرصي دون أخذه إلى مجلس الأمن التابع للأمم المتحدة خوفًا من الطريقة التي ستصور من خلالها اليونان وأحزاب القبارصة اليونانيين الصراع. ومن أجل هذه الغاية، عزمت الحكومة البريطانية على تهدئة المطالب اليونانية من خلال تشجيع الحكومة التركية على أن تعلن صراحة دعمها لقضية القبارصة الأتراك، الأمر الذي اعتقد البريطانيون أنه سيضمن عدم وصول القضية إلى مجلس الأمن.
قدمت تقارير بريطانية تعود إلى تلك الفترة تقييمات متفاوتة لحال العلاقات التركية اليونانية، وتحدث أحد التقارير الذي أعدته السفارة البريطانية في أغسطس من عام 1954 عن الطبيعة السطحية للعلاقة وأن سببًا هامشيًا، كالتدمير المفترض لمنزل أتاتورك في تسالونيكي، سيتسبب بضرر دائم لتلك العلاقة، في حين تحدث مسؤول في وزارة الخارجية وشؤون الكومنولث عن أن موقفًا متصلبًا حيال اليونان سيصب في مصلحة تركيا. وحذر جون ستراتشي عضو البرلمان من أن تركيا تستطيع أن تلعب ضد اليونان الورقة التي تتمثل في الأقلية الإثنية اليونانية الكبيرة في إسطنبول في حال فكرت اليونان بضم قبرص مستقلة ضد رغبات القبارصة الأتراك.
أفضت المخاوف حول الأحداث في قبرص إلى تشكيل عدد من المنظمات الوحدوية والقومية في إسطنبول، مثل الرابطة الوطنية للطلبة الأتراك، والاتحاد الوطني للطلبة الأتراك وجمعية حكمت بيل (محرر صحيفة حريات الكبرى) «قبرص تركية»، الذي كان قد احتج ضد الأقلية اليونانية والبطريركية المسكونية.

في عام 1955، أثارت حملة بروباغاندا اشتركت فيها الصحافة التركية الرأي العام ضد الأقلية اليونانية واستهدفت بشكل خاص أثينوغوراس، البطريرك المسكوني للقسطنطينية، واتهمته بجمع التبرعات لمصلحة منظمة إينوسيس. قادت صحيفة حريات تلك الحملة، وكتبت في 28 من شهر أغسطس من عام 1955: «إن تجرأ اليونانيون على لمس إخوتنا، فهناك الكثير من اليونانيين في إسطنبول لنثأر من خلالهم». وكتب عمر سامي كوسار في صحيفة جمهوريت في 30 أغسطس:
لم يدعم البطريرك ولا الأقلية الرومية [اليونانيون مثلًا] في أي يوم المصالح الوطنية التركية بشكل علني حين وقع صدام بين تركيا وأثينا حول بعض المسائل. بالمقابل، لم ترفع الأمة التركية العظيمة صوتها مطلقًا حول هذه المسألة. ولكن هل لدى بطريرك الفنار ومواطنونا الروم في إسطنبول مهمة خاصة وضعتها لهم اليونان ضمن خططها ضمن قبرص؟ فيما كانت اليونان تسحق الأتراك في تراقيا الغربية وتستولي على ممتلكاتهم بالقوة، كان مواطنونا الروم الأتراك يعيشون بحرية مثلنا، بل حتى براحة أكبر مننا في بعض الأحيان. إننا نعتقد أن هؤلاء الروم، الذين اختاروا أن يبقوا صامتين في صراعنا ضد اليونان، لديهم ما يكفي من الذكاء لألا يقعوا في فخ أربعة أو خمسة محرضين.

## الأحداث

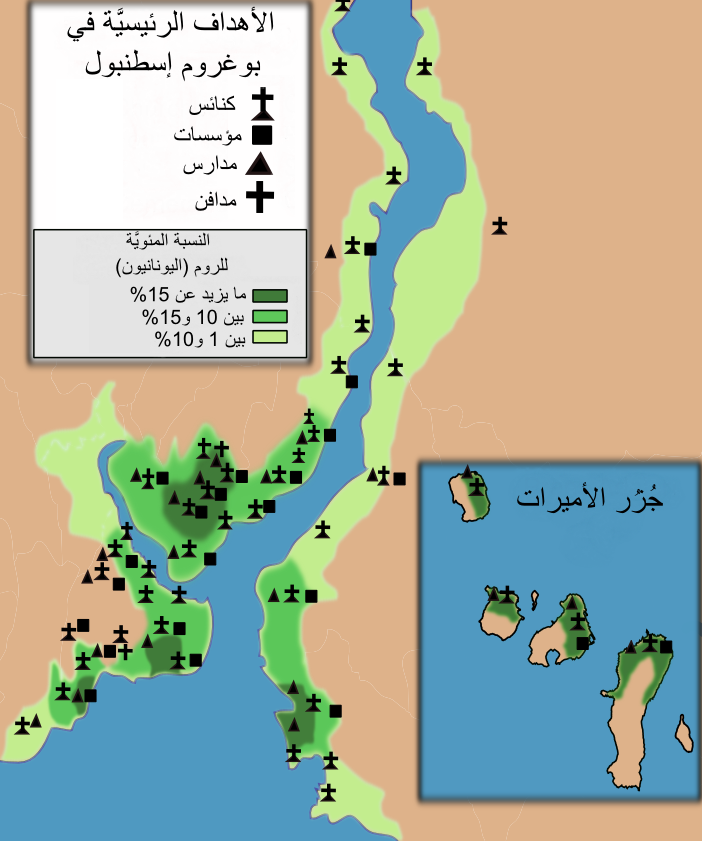
خارطة توضح الأهداف الرئيسيَّة لِأعمال الشغب التي اندلعت في إسطنبول سنة 1955.

اندلعت أحداث شغب بعد أنباء تفيد بأن القنصلية التركية في مدينة سالونيك شمال اليونان والبيت الذي ولد فيه مصطفى كمال أتاتورك في عام 1881، كان قد قصف في اليوم السابق. وبعد ذلك تبين ان القنبلة زرعت من قبل الحاجب التركي في القنصلية، والذي ألقي القبض في وقت لاحق، واعترف فيما بعد أنه قد حرض على عمل ذلك. نقلت الصحافة التركية الأخبار حول شائعة قصف بيت أتاتورك في حين بقيت صامتة عن اعتقال الحاجب وبدلًا من ذلك لمحت إلى ان اليونانيين قد فجروا القنبلة.
أدّت الشائعات إلى هجوم من قبل غوغاء أترك، ومعظمه كان داخل شاحنات دخلوا فيها إلى داخل المدينة في وقت مبكر، للتحضير إلى لاعتداء في إسطنبول ضد المجتمع اليوناني خاصةً في حي الفنار ذات الكثافة السكانيّة اليونانيّة وقد استمرت الاعتداءات لمدة تسع ساعات. خلال هذه الاعتداءات لقي أكثر من أشخاص مصرعهم خلال أو بعد المذبحة نتيجة الضرب والحرق. تضررت أيضًا أحياء وأماكن سكن وعمل كل من اليهود والأرمن.
المذبحة سببت تسارع هجرة في اليونانيين (بالتركية: Rumlar) من تركيا، وإسطنبول على وجه الخصوص. إنخفض عدد السكان اليونانيين في تركيا من 119,822 شخصا في عام 1927، إلى حوالي 7,000 في عام 1978. في إسطنبول وحدها، انخفض عدد السكان اليونانيين من 65,108 إلى 49,081 بين الأعوام 1955 و1960. في أرقام نشرت عام 2008 من قبل وزارة الخارجية التركية أشارت إلى أنّ العدد الحالي من المواطنين الاتراك من أصل يوناني يتراوح بين 3,000-4,000. في حين وفقًا ل هيومن رايتس ووتش، قدّر عدد السكان اليونانيين في تركيا عام 2006 بحوالي 2,500 مواطن.
البعض يرى في المذبحة باعتبارها استمرارا لعملية التتريك التي بدأت مع انهيار الدولة العثمانية.
وقالت ديليك جوين المؤرخة ومؤلفة كتاب صدر عام 2005 عن الواقعة ان المقابر دنّست والكنائس نهبت وقتل نحو 12 شخصا واغتصبت مئات النساء وقد حرقت بطريركية القسطنطينية المسكونية مركز الكنيسة الأرثوذكسية والعديد من المنازل والمشاغل والمصالح التي يملكها يونانيون.

### ما بعد الأحداث
قدرت قيمة الاضرار بنحو 50 مليون دولار أي ما قيمته الآن نحو 400 مليون دولار. وأغلب الهجمات كانت ضد أهداف يملكها يونانيون لكن نحو ثلث الهجمات استهدف ممتلكات الأرمن واليهود. وتم اعتقال أكثر من 5,000 شخص تمت تبرئة أغلبهم في وقت لاحق.
واطيح فيما بعد برئيس الوزراء عدنان مندريس واثنان من أعضاء حكومته في انقلاب عسكري عام 1960- وفي العام التالي ادينوا بتهمة انتهاك الدستور واعدموا. وأثناء المحاكمة كانت واحدة من التهم الرئيسية التي استمع إليها القضاة أن حكومة مندريس كانت وراء التحريض على أحداث 1955.